# Witnica
Witnica (Duits: Vietz ook wel Vietz an der Ostbahn) is een stad in het Poolse woiwodschap Lubusz, gelegen in de powiat Gorzowski. De oppervlakte bedraagt 8,21 km², het inwonertal 6858 (2005). Het Gelderse Druten is partnerstad van Witnica.